# Rousies
Rousies é uma comuna francesa na região administrativa de Altos da França, no departamento do Norte. Estende-se por uma área de 5.79 km². Em 2010 a comuna tinha 4 108 habitantes (densidade: 709,5 hab./km²).